# Short Code (プログラミング言語)
ショートコード（英: Short Code）は世界初のコンピュータ用高級言語の1つ。機械語と異なり、Short Codeはより数式に近い記述が可能だった。

## 歴史
Short Codeは1949年にジョン・モークリー(John Mauchly)が提案したもので、初期はBrief Codeと呼ばれていた。1949年にウィリアム・シュミット(William Schmitt)がBrief CodeをBINACで実装したがデバッグやテストは行われなかった。シュミットは翌年UNIVAC IでBrief Codeを実装し、Short Code(またはShort Order Code)として知られるようになった。1952年にトーニク(A.B.Tonik)とローガン(J.R.Logan)がUnivac IIで改訂版を実装した。
Short Codeは数式を表現できたもののその表現は直感的でなく手作業による変換を要した。数式の要素を2文字のコードで表し、BINACやUnivacで用いられた12バイトワードのグループに収まるように6つの要素を並べて表現する。
```
a = (b+c)/b*c
```

例えば上記の数式はShort Codeでは以下のように置き換えた上でグループに再構成する必要がある。
```
X3 =  (  X1 +  Y1 )  /  X1 * Y1   変数の置き換え
X3 03 09 X1 07 Y1 02 04 X1   Y1   演算子と括弧の置き換え。
                                  注・乗算は変数を並べることで表現するため乗算記号はない。
07Y10204X1Y1                      12バイトワードにグループ化。
0000X30309X1
```

Short Codeは基本的な算術処理の他に、分岐とライブラリの関数呼び出しをサポートしている。言語はインタプリタであり機械語より約50倍遅かった。